# Anastatus gastropachae
Anastatus gastropachae är en stekelart som beskrevs av William Harris Ashmead 1904. Anastatus gastropachae ingår i släktet Anastatus och familjen hoppglanssteklar.
Artens utbredningsområde är Taiwan. Inga underarter finns listade i Catalogue of Life.